# عيال الفقر (مسلسل)
عيال الفقر مسلسل كوميدي كويتي وتدور أحداث المسلسل في إطار واقعي، حيث يتناول الصراع بين الخير والشر، وهو أيضاً من الموروث الشعبي من حقبة الاربعينات من القرن الماضي.

## فريق الممثلين
بطولة: سعد الفرج، حياة الفهد، إبراهيم الصلال، عبد العزيز جاسم، هدى الخطيب، منى شداد، اسامه المزيعل، وياسه، فيصل بوغازي، عبد الله العتيبي، عبد الله البارون.
ضيوف الشرف: أحمد الصالح، خليفه خليفوه، هيا الشعيبي.

## ملخص الأحداث
المسلسل يحث على التمسك بالعادات والتقاليد من خلال العلاقات الاجتماعية بين الاهل والجيران والاصدقاء ويجمع بين الكوميديا الهادفة والتراجيديا الصادقة، المسلسل يحكي قصه من الماضي عن (عسكر) ونسيبه (شملان) في كل مره يعملان مشروع تجاري ويخسران فيه إلى ان يخسرون جميع اموالهم في قالب كوميدي.

## مواقع التصوير
تم تصوير المسلسل في قرية (خليفوه) التراثية الكائنة بمنطقة الوفرة - الكويت.

## الشخصيات الرئيسية
| الدور               | الممثل          | وظيفة الشخصية بالمسلسل                                                                            |
| ------------------- | --------------- | ------------------------------------------------------------------------------------------------- |
| عسكر الصايح         | سعد الفرج       | أخ مهره ويريد التصرف في اموال اخته بمزاجه.                                                        |
| مهره الصايح         | حياة الفهد      | اخت عسكر، تمتلك منزلا كبيرا واموال كثيره ومحل تجاري.                                              |
| جبر، المطوع (الملا) | إبراهيم الصلال  | يدرس أبناء الحي القران الكريم وزواج ابنه من منيره يجعله يرتبط بعائلتها ويجسد دور الناصح بالمسلسل. |
| شملان الطايح        | عبد العزيز جاسم | يجرب حظه في تجارة ورث اخيه بعد وفاته لدى مهره، لكنه يفشل في كل مرة.                               |
| صالحه الطايح        | هدى الخطيب      | اخت شملان، وتتزوج من عسكر.                                                                        |